# 宫泽崇史
宮澤崇史（日语：／ Miyazawa Takashi，1978年2月27日—），日本男子自行车运动员。他曾代表日本参加2010年和2014年亚洲运动会自行车比赛，获得一枚银牌。他也曾参加2008年夏季奥林匹克运动会。